# Les Clées
Les Clées är en ort och kommun i distriktet Jura-Nord vaudois i kantonen Vaud, Schweiz. Kommunen har 192 invånare (2023).
I kommunen finns även byn La Russille.